# كريستال غوس
كريستال غوس ((الروسية: Гусевской хрустальный завод)) شركة تصنيع زجاج رصاصي روسية. الشركة هي أقدم شركة روسية لصناعة الزجاج لا تزال عاملة منذ تأسيسها عام 1756 على ضفاف نهر غوس. من اسم المصنع، أخذت مدينة غوس-خروستالني اسمها وكذلك مقاطعة غوس-خروستالني.

## وصلات خارجية
- الموقع الرسمي الإلكتروني لمصنع كريستال غاس نسخة محفوظة 12 نوفمبر 2020 على موقع واي باك مشين.
- الموقع الرسمي لإدارة مدينة غوس-خروستالني

قالب:شركات تصنيع الزجاجات والعلامات التجارية